# Amici di Maria De Filippi (sesta edizione, fase serale)
La sesta edizione del talent show musicale Amici di Maria De Filippi è andata in onda nella sua fase serale dal 14 gennaio all'11 marzo 2007 ogni domenica in prima serata su Canale 5 per nove puntate con la conduzione di Maria De Filippi.
| Vincitori            | Vincitori          |
| Amici 6              | Federico Angelucci |
| -------------------- | ------------------ |
| Premio della Critica | Karima Ammar       |

## Regolamento
Il regolamento del serale prevede una serie di sfide tra componenti di squadre opposte al termine della quale si stabilisce la vittoria di una o l'altra squadra. La squadra vincente ha quindi la possibilità di nominare (per maggioranza di voti) uno dei componenti della squadra sconfitta che è sottoposto alla decisione prima del pubblico (tramite la classifica di gradimento) ed eventualmente della commissione.

Il candidato all'eliminazione è salvato dalla classifica se si trova nelle prime posizioni (il numero delle persone salvabili varia di puntata in puntata, in proporzione al numero dei partecipanti rimasti), in caso contrario è sottoposto al giudizio della commissione che decide se salvare o meno il concorrente. Qualora la persona nominata venga salvata, si procede ad un'altra votazione da parte della squadra vincente. Nel caso in cui tutti i componenti vengano salvati (per classifica o grazie alla commissione), viene eliminato il concorrente della squadra sconfitta che occupa la posizione più bassa nella classifica di gradimento.

Con questo meccanismo ogni settimana viene eliminato un solo componente di una delle due squadre, salvo esplicita decisione della commissione di un'ulteriore eliminazione.
La puntata serale finale si svolge tra 5 sfidanti secondo il consueto meccanismo per cui l'ultimo in classifica ha diritto a scegliere il proprio sfidante, il vincitore sceglie il successivo sfidante fino alla sfida finale per la vittoria.

## Concorrenti
I 14 concorrenti ammessi alla fase serale sono stati divisi equamente in 2 squadre da 7 componenti ciascuna: i Bianchi e i Blu.

| Squadra Blu | Squadra Blu            | Squadra Blu          |  | Squadra Bianca | Squadra Bianca          | Squadra Bianca |
| ----------- | ---------------------- | -------------------- |  | -------------- | ----------------------- | -------------- |
| Posizione   | Nome                   | Disciplina           |  | Posizione      | Nome                    | Disciplina     |
| 1           | Federico Angelucci     | canto                |  | 2              | Agata Reale             | ballo          |
| 4           | Cristo Martinez Prunes | ballo                |  | 3              | Karima (Karima Ammar)   | canto          |
| 6           | Giulia Franceschini    | canto                |  | 5              | Massimiliano "Max" Orsi | canto          |
| 8           | Jessica Villotta       | ballo                |  | 7              | Antonio "Tony" Aglianò  | ballo          |
| 9           | Federica Capuano       | recitazione          |  | 10             | Manuel Aspidi           | canto          |
| 13          | Mircea "Bambi" Zamfir  | ginnastica artistica |  | 11             | Roberta Miolla          | ballo          |
| 14          | Santo Giuliano         | ballo                |  | 12             | Salvatore Dello Iacolo  | ballo          |

## Commissione

### Commissione interna

#### Canto
- Luca Pitteri
- Grazia Di Michele
- Fabrizio Palma

#### Ballo
- Garrison
- Maura Paparo
- Steve La Chance
- Alessandra Celentano

#### Recitazione
- Fioretta Mari[1]
- Patrick Rossi Gastaldi
- Paolo Asso

#### Ginnastica Artistica
- Maria Fumea[2]
- Alexandro Viligiardi[3] - assistente di Jury Chechi

#### Altri
- Chicco Sfondrini - responsabile di produzione
- Marco Castellano - istruttore di fitness
- Daniel Ezralow[4] - coreografo del corpo di ballo per le prove di canto

### Opinionisti
- Platinette - esperto di canto
- Gheorghe Iancu[5] - esperto di ballo

## Tabellone delle eliminazioni
Legenda:

 Eliminato/a senza essere stato salvato/a

 Candidato/a all'eliminazione, ma salvo/a grazie alla classifica

 Candidato/a all'eliminazione, ma salvo/a grazie alla commissione

 Eliminato/a perché più basso/a in classifica

 Candidato/a forzatamente all'eliminazione

     Eliminato/a definitivamente

     Finalista

     Vincitore

|            |            | 14/01      | 21/01                  | 28/01                  | 04/02                  | 11/02                  | 18/02                  | 25/02                  | 25/02                  | 04/03                  | 11/03                  | 11/03                  | 11/03                  | 11/03                  | 11/03                  | Disciplina  |
| 1ª PUNTATA | 2ª PUNTATA | 3ª PUNTATA | 4ª PUNTATA             | 5ª PUNTATA             | 6ª PUNTATA             | 7ª PUNTATA             | 7ª PUNTATA             | SEMIFINALE             | FINALE                 | FINALE                 | FINALE                 | FINALE                 | FINALE                 |                        |                        | Disciplina  |
| ---------- | ---------- | ---------- | ---------------------- | ---------------------- | ---------------------- | ---------------------- | ---------------------- | ---------------------- | ---------------------- | ---------------------- | ---------------------- | ---------------------- | ---------------------- | ---------------------- | ---------------------- | ----------- |
| Vittoria   | Vittoria   | W          | W                      | B                      | B                      | B                      | W                      | W                      | FINALE                 | FINALE                 | FINALE                 | FINALE                 | FINALE                 | B                      | W                      | Disciplina  |
| 1          | Federico   | N.D.       | N.D.                   | N.D.                   | N.D.                   | N.D.                   |                        | N.D.                   | N.D.                   |                        |                        |                        |                        | 1º                     | VINCITORE              | canto       |
| 2          | Agata      | N.D.       | N.D.                   |                        | N.D.                   |                        | N.D.                   | N.D.                   | N.D.                   | N.D.                   | N.D.                   | N.D.                   | N.D.                   | 2º                     | SECONDA                | ballo       |
| 3          | Karima     | N.D.       | N.D.                   |                        |                        |                        | N.D.                   | N.D.                   | N.D.                   | N.D.                   | N.D.                   | N.D.                   |                        | TERZA                  | TERZA                  | canto       |
| 4          | Cristo     | N.D.       |                        | N.D.                   | N.D.                   | N.D.                   |                        | N.D.                   | N.D.                   |                        | N.D.                   |                        | QUARTO                 | QUARTO                 | QUARTO                 | ballo       |
| 5          | Max        | N.D.       | N.D.                   |                        |                        |                        | N.D.                   | N.D.                   | N.D.                   | N.D.                   |                        | QUINTO                 | QUINTO                 | QUINTO                 | QUINTO                 | canto       |
| 6          | Giulia     | N.D.       |                        | N.D.                   | N.D.                   | N.D.                   |                        | N.D.                   | N.D.                   |                        | ELIMINATA (Semifinale) | ELIMINATA (Semifinale) | ELIMINATA (Semifinale) | ELIMINATA (Semifinale) | ELIMINATA (Semifinale) | canto       |
| 7          | Tony       | N.D.       | N.D.                   |                        | N.D.                   |                        | N.D.                   | N.D.                   |                        | ELIMINATO (7ª Puntata) | ELIMINATO (7ª Puntata) | ELIMINATO (7ª Puntata) | ELIMINATO (7ª Puntata) | ELIMINATO (7ª Puntata) | ELIMINATO (7ª Puntata) | ballo       |
| 8          | Jessica    | N.D.       |                        | N.D.                   | N.D.                   | N.D.                   |                        |                        | ELIMINATA (7ª Puntata) | ELIMINATA (7ª Puntata) | ELIMINATA (7ª Puntata) | ELIMINATA (7ª Puntata) | ELIMINATA (7ª Puntata) | ELIMINATA (7ª Puntata) | ELIMINATA (7ª Puntata) | ballo       |
| 9          | Federica   | N.D.       | N.D.                   | N.D.                   | N.D.                   | N.D.                   |                        | ELIMINATA (6ª Puntata) | ELIMINATA (6ª Puntata) | ELIMINATA (6ª Puntata) | ELIMINATA (6ª Puntata) | ELIMINATA (6ª Puntata) | ELIMINATA (6ª Puntata) | ELIMINATA (6ª Puntata) | ELIMINATA (6ª Puntata) | recitazione |
| 10         | Manuel     | N.D.       | N.D.                   |                        | N.D.                   |                        | ELIMINATO (5ª Puntata) | ELIMINATO (5ª Puntata) | ELIMINATO (5ª Puntata) | ELIMINATO (5ª Puntata) | ELIMINATO (5ª Puntata) | ELIMINATO (5ª Puntata) | ELIMINATO (5ª Puntata) | ELIMINATO (5ª Puntata) | ELIMINATO (5ª Puntata) | canto       |
| 11         | Roberta    | N.D.       | N.D.                   |                        |                        | ELIMINATA (4ª Puntata) | ELIMINATA (4ª Puntata) | ELIMINATA (4ª Puntata) | ELIMINATA (4ª Puntata) | ELIMINATA (4ª Puntata) | ELIMINATA (4ª Puntata) | ELIMINATA (4ª Puntata) | ELIMINATA (4ª Puntata) | ELIMINATA (4ª Puntata) | ELIMINATA (4ª Puntata) | ballo       |
| 12         | Salvatore  | N.D.       | N.D.                   |                        | ELIMINATO (3ª Puntata) | ELIMINATO (3ª Puntata) | ELIMINATO (3ª Puntata) | ELIMINATO (3ª Puntata) | ELIMINATO (3ª Puntata) | ELIMINATO (3ª Puntata) | ELIMINATO (3ª Puntata) | ELIMINATO (3ª Puntata) | ELIMINATO (3ª Puntata) | ELIMINATO (3ª Puntata) | ELIMINATO (3ª Puntata) | ballo       |
| 13         | Bambi      | N.D.       |                        | ELIMINATO (2ª Puntata) | ELIMINATO (2ª Puntata) | ELIMINATO (2ª Puntata) | ELIMINATO (2ª Puntata) | ELIMINATO (2ª Puntata) | ELIMINATO (2ª Puntata) | ELIMINATO (2ª Puntata) | ELIMINATO (2ª Puntata) | ELIMINATO (2ª Puntata) | ELIMINATO (2ª Puntata) | ELIMINATO (2ª Puntata) | ELIMINATO (2ª Puntata) | ginnastica  |
| 14         | Santo      |            | ELIMINATO (1ª Puntata) | ELIMINATO (1ª Puntata) | ELIMINATO (1ª Puntata) | ELIMINATO (1ª Puntata) | ELIMINATO (1ª Puntata) | ELIMINATO (1ª Puntata) | ELIMINATO (1ª Puntata) | ELIMINATO (1ª Puntata) | ELIMINATO (1ª Puntata) | ELIMINATO (1ª Puntata) | ELIMINATO (1ª Puntata) | ELIMINATO (1ª Puntata) | ELIMINATO (1ª Puntata) | ballo       |

### Podio generale
|       |          |        |  |        |
|       |          |        |  | 4º     |
|       | Federico |        |  | Cristo |
| Agata | Federico |        |  | 5º     |
| Agata | 1º       | Karima |  | Max    |
| 2º    | 1º       | Karima |  |        |
| 3º    | 1º       |        |  |        |

### Podio canto
|        |          |    |  |        |
|        |          |    |  | 4º     |
|        | Federico |    |  | Giulia |
| Karima | Federico |    |  |        |
| 1º     | Max      |    |  |        |
| 1º     | Max      | 2º |  |        |
| 1º     | 3º       |    |  |        |

### Podio ballo
|        |       |    |  |         |
|        |       |    |  | 4º      |
|        | Agata |    |  | Jessica |
| Cristo | Agata |    |  |         |
| 1º     | Tony  |    |  |         |
| 1º     | Tony  | 2º |  |         |
| 1º     | 3º    |    |  |         |

## Tabellone delle nomination
| NOMINATION | NOMINATION | NOMINATION | NOMINATION | NOMINATION | NOMINATION | NOMINATION | NOMINATION | NOMINATION | NOMINATION | NOMINATION | NOMINATION | NOMINATION | NOMINATION | NOMINATION | NOMINATION | NOMINATION | NOMINATION | NOMINATION | NOMINATION | NOMINATION | NOMINATION | NOMINATION | NOMINATION | NOMINATION | NOMINATION | NOMINATION | NOMINATION | NOMINATION | NOMINATION | NOMINATION | NOMINATION | NOMINATION |
|            |            |            | 14/01      | 21/01      | 21/01      | 21/01      | 21/01      | 28/01      | 28/01      | 28/01      | 28/01      | 28/01      | 28/01      | 28/01      | 04/02      | 04/02      | 04/02      | 11/02      | 11/02      | 11/02      | 11/02      | 11/02      | 18/02      | 18/02      | 18/02      | 18/02      | 18/02      | 25/02      | 25/02      | 04/03      | 04/03      | 04/03      |
| Nomination | Nomination | Nomination | 1          | 1          | 2          | 3          | 4          | 1          | 2          | 3          | 4          | 5          | 6          | 7          | 1          | 2          | 3          | 1          | 2          | 3          | 4          | 5          | 1          | 2          | 3          | 4          | 5          | 1          | 1          | 1          | 2          | 3          |
| ---------- | ---------- | ---------- | ---------- | ---------- | ---------- | ---------- | ---------- | ---------- | ---------- | ---------- | ---------- | ---------- | ---------- | ---------- | ---------- | ---------- | ---------- | ---------- | ---------- | ---------- | ---------- | ---------- | ---------- | ---------- | ---------- | ---------- | ---------- | ---------- | ---------- | ---------- | ---------- | ---------- |
|            | 1          | Federico   | N.D.       | N.D.       | N.D.       | N.D.       | N.D.       | [ 6 ]      | [ 7 ]      | [ 7 ]      | [ 7 ]      | [ 8 ]      | [ 9 ]      | [ 10 ]     | [ 6 ]      | [ 7 ]      | [ 7 ]      | [ 6 ]      | [ 7 ]      | [ 9 ]      | [ 8 ]      | [ 10 ]     | N.D.       | N.D.       | N.D.       | N.D.       | N.D.       | N.D.       | [ 7 ]      | N.D.       | N.D.       | N.D.       |
|            | 2          | Agata      | [ 11 ]     | [ 12 ]     | [ 13 ]     | [ 14 ]     | [ 15 ]     | N.D.       | N.D.       | N.D.       | N.D.       | N.D.       | N.D.       | N.D.       | N.D.       | N.D.       | N.D.       | N.D.       | N.D.       | N.D.       | N.D.       | N.D.       | [ 12 ]     | [ 13 ]     | [ 13 ]     | [ 16 ]     | [ 10 ]     | [ 12 ]     | N.D.       | [ 13 ]     | [ 16 ]     | [ 10 ]     |
|            | 3          | Karima     | [ 11 ]     | [ 12 ]     | [ 13 ]     | [ 16 ]     | [ 15 ]     | N.D.       | N.D.       | N.D.       | N.D.       | N.D.       | N.D.       | N.D.       | N.D.       | N.D.       | N.D.       | N.D.       | N.D.       | N.D.       | N.D.       | N.D.       | [ 12 ]     | [ 13 ]     | [ 13 ]     | [ 16 ]     | [ 10 ]     | [ 12 ]     | N.D.       | [ 13 ]     | [ 16 ]     | [ 10 ]     |
|            | 4          | Cristo     | N.D.       | N.D.       | N.D.       | N.D.       | N.D.       | [ 6 ]      | [ 7 ]      | [ 7 ]      | [ 7 ]      | [ 17 ]     | [ 17 ]     | [ 10 ]     | [ 6 ]      | [ 7 ]      | [ 7 ]      | [ 6 ]      | [ 7 ]      | [ 9 ]      | [ 8 ]      | [ 10 ]     | N.D.       | N.D.       | N.D.       | N.D.       | N.D.       | N.D.       | [ 7 ]      | N.D.       | N.D.       | N.D.       |
|            | 5          | Max        | [ 18 ]     | [ 13 ]     | [ 13 ]     | [ 14 ]     | [ 14 ]     | N.D.       | N.D.       | N.D.       | N.D.       | N.D.       | N.D.       | N.D.       | N.D.       | N.D.       | N.D.       | N.D.       | N.D.       | N.D.       | N.D.       | N.D.       | [ 12 ]     | [ 14 ]     | [ 13 ]     | [ 16 ]     | [ 10 ]     | [ 12 ]     | N.D.       | [ 13 ]     | [ 16 ]     | [ 10 ]     |
| 6          | 6          | Giulia     | N.D.       | N.D.       | N.D.       | N.D.       | N.D.       | [ 6 ]      | [ 19 ]     | [ 20 ]     | [ 7 ]      | [ 8 ]      | [ 17 ]     | [ 10 ]     | [ 6 ]      | [ 20 ]     | [ 19 ]     | [ 6 ]      | [ 20 ]     | [ 20 ]     | [ 20 ]     | [ 10 ]     | N.D.       | N.D.       | N.D.       | N.D.       | N.D.       | N.D.       | [ 20 ]     | Eliminata  | Eliminata  | Eliminata  |
| 7          | 7          | Tony       | [ 11 ]     | [ 12 ]     | [ 16 ]     | [ 16 ]     | [ 15 ]     | N.D.       | N.D.       | N.D.       | N.D.       | N.D.       | N.D.       | N.D.       | N.D.       | N.D.       | N.D.       | N.D.       | N.D.       | N.D.       | N.D.       | N.D.       | [ 12 ]     | [ 14 ]     | [ 16 ]     | [ 16 ]     | [ 10 ]     | [ 12 ]     | Eliminato  | Eliminato  | Eliminato  | Eliminato  |
| 8          | 8          | Jessica    | N.D.       | N.D.       | N.D.       | N.D.       | N.D.       | [ 6 ]      | [ 19 ]     | [ 20 ]     | [ 9 ]      | [ 8 ]      | [ 9 ]      | [ 10 ]     | [ 6 ]      | [ 20 ]     | [ 19 ]     | [ 6 ]      | [ 7 ]      | [ 9 ]      | [ 8 ]      | [ 10 ]     | N.D.       | N.D.       | N.D.       | N.D.       | N.D.       | Eliminata  | Eliminata  | Eliminata  | Eliminata  | Eliminata  |
| 9          | 9          | Federica   | N.D.       | N.D.       | N.D.       | N.D.       | N.D.       | [ 6 ]      | [ 19 ]     | [ 20 ]     | [ 7 ]      | [ 9 ]      | [ 9 ]      | [ 10 ]     | [ 6 ]      | [ 20 ]     | [ 19 ]     | [ 6 ]      | [ 20 ]     | [ 20 ]     | [ 20 ]     | [ 10 ]     | Eliminata  | Eliminata  | Eliminata  | Eliminata  | Eliminata  | Eliminata  | Eliminata  | Eliminata  | Eliminata  | Eliminata  |
| 10         | 10         | Manuel     | [ 12 ]     | [ 12 ]     | [ 16 ]     | [ 16 ]     | [ 18 ]     | N.D.       | N.D.       | N.D.       | N.D.       | N.D.       | N.D.       | N.D.       | N.D.       | N.D.       | N.D.       | Eliminato  | Eliminato  | Eliminato  | Eliminato  | Eliminato  | Eliminato  | Eliminato  | Eliminato  | Eliminato  | Eliminato  | Eliminato  | Eliminato  | Eliminato  | Eliminato  | Eliminato  |
| 11         | 11         | Roberta    | [ 12 ]     | [ 12 ]     | [ 13 ]     | [ 14 ]     | [ 10 ]     | N.D.       | N.D.       | N.D.       | N.D.       | N.D.       | N.D.       | N.D.       | Eliminata  | Eliminata  | Eliminata  | Eliminata  | Eliminata  | Eliminata  | Eliminata  | Eliminata  | Eliminata  | Eliminata  | Eliminata  | Eliminata  | Eliminata  | Eliminata  | Eliminata  | Eliminata  | Eliminata  | Eliminata  |
| 12         | 12         | Salvatore  | [ 16 ]     | [ 16 ]     | [ 16 ]     | [ 16 ]     | [ 15 ]     | Eliminato  | Eliminato  | Eliminato  | Eliminato  | Eliminato  | Eliminato  | Eliminato  | Eliminato  | Eliminato  | Eliminato  | Eliminato  | Eliminato  | Eliminato  | Eliminato  | Eliminato  | Eliminato  | Eliminato  | Eliminato  | Eliminato  | Eliminato  | Eliminato  | Eliminato  | Eliminato  | Eliminato  | Eliminato  |
| 13         | 13         | Bambi      | N.D.       | Eliminato  | Eliminato  | Eliminato  | Eliminato  | Eliminato  | Eliminato  | Eliminato  | Eliminato  | Eliminato  | Eliminato  | Eliminato  | Eliminato  | Eliminato  | Eliminato  | Eliminato  | Eliminato  | Eliminato  | Eliminato  | Eliminato  | Eliminato  | Eliminato  | Eliminato  | Eliminato  | Eliminato  | Eliminato  | Eliminato  | Eliminato  | Eliminato  | Eliminato  |
| 14         | 14         | Santo      | Eliminato  | Eliminato  | Eliminato  | Eliminato  | Eliminato  | Eliminato  | Eliminato  | Eliminato  | Eliminato  | Eliminato  | Eliminato  | Eliminato  | Eliminato  | Eliminato  | Eliminato  | Eliminato  | Eliminato  | Eliminato  | Eliminato  | Eliminato  | Eliminato  | Eliminato  | Eliminato  | Eliminato  | Eliminato  | Eliminato  | Eliminato  | Eliminato  | Eliminato  | Eliminato  |

## Tabellone delle esibizioni
Nelle varie tabelle sono indicate le sfide singole svolte durante le puntate del serale. Laddove sono contraddistinte dal colore bianco o blu, significa che c'è stata una votazione a favore di una o l'altra squadra per la singola sfida.
Legenda:

     Prova di recitazione

     Prova di canto

     Prova di ballo

     Guanto di sfida

     Prova-incrocio

### Puntata 1
La prima puntata del serale è stata trasmessa il 14 gennaio 2007 e ha visto la vittoria della squadra bianca con il 60% dei voti e l'uscita di Santo Giuliano.
Per questa puntata le singole sfide non sono sottoposte a televoto; il colore indica solamente il vantaggio di una squadra rispetto all'altra al termine della prova (laddove viene mostrato).
| PROVA    | SQUADRA BLU            | SQUADRA BLU                            | VANTAGGIO | VANTAGGIO | SQUADRA BIANCA           | SQUADRA BIANCA                         |
| -------- | ---------------------- | -------------------------------------- | --------- | --------- | ------------------------ | -------------------------------------- |
| I        | Federico               | Comparata CANTO All night long         |           |           | Manuel                   | Comparata CANTO All night long         |
| II       | Federica               | Comparata BALLO Besame mucho           |           |           | Agata                    | Comparata BALLO Besame mucho           |
| III      | Federico e Giulia      | Comparata CANTO Killing me softly      |           |           | Karima, Max e Manuel     | Comparata CANTO Killing me softly      |
| IV       | Giulia                 | Comparata CANTO Sei bellissima         |           |           | Karima                   | Comparata CANTO Sei bellissima         |
| V        | Santo, Bambi e Jessica | Comparata BALLO Don't stop the music   |           |           | Salvatore, Karima e Tony | Comparata BALLO Don't stop the music   |
| VI       | Giulia                 | Comparata CANTO Believe                |           |           | Max                      | Comparata CANTO Believe                |
| VII      | Jessica                | Comparata BALLO With or without you    |           |           | Tony                     | Comparata BALLO With or without you    |
| VIII     | Federica               | Il giardino dei ciliegi                | N.D.      | N.D.      | Agata                    | Toda                                   |
| IX       | Cristo                 | Comparata BALLO The plaza of execution | N.D.      | N.D.      | Roberta                  | Comparata BALLO The plaza of execution |
| VITTORIA | SQUADRA BIANCA         | SQUADRA BIANCA                         | 60%       | 40%       | SANTO                    | SANTO                                  |

### Puntata 2
La seconda puntata del serale è stata trasmessa il 21 gennaio 2007 e ha visto la vittoria della squadra Bianca con il 52% dei voti e l'uscita di Bambi Zamfir.
Per questa puntata le singole sfide non sono sottoposte a televoto; il colore indica solamente il vantaggio di una squadra rispetto all'altra al termine della prova (laddove viene mostrato).
| PROVA    | SQUADRA BLU       | SQUADRA BLU                                         | VANTAGGIO | VANTAGGIO | SQUADRA BIANCA   | SQUADRA BIANCA                                      |
| -------- | ----------------- | --------------------------------------------------- | --------- | --------- | ---------------- | --------------------------------------------------- |
| I        | Giulia            | Comparata CANTO I wanna dance with somebody         |           |           | Karima           | Comparata CANTO I wanna dance with somebody         |
| II       | Jessica           | Comparata BALLO Tango                               |           |           | Agata            | Comparata BALLO Tango                               |
| III      | Federica          | Stregati dalla luna                                 |           |           | Karima e Max     | Light my fire                                       |
| IV       | Bambi e Cristo    | Comparata BALLO Sorry seems to be the hardest world |           |           | Tony e Salvatore | Comparata BALLO Sorry seems to be the hardest world |
| V        | Federico          | Comparata CANTO Let the music play                  |           |           | Manuel           | Comparata CANTO Let the music play                  |
| VI       | Cristo            | Comparata BALLO Careless whisper                    |           |           | Roberta          | Comparata BALLO Careless whisper                    |
| VII      | Federico e Giulia | Comparata CANTO I migliori anni della nostra vita   | PAREGGIO  | PAREGGIO  | Max e Manuel     | Comparata CANTO I migliori anni della nostra vita   |
| VIII     | Squadra Blu       | Chorus line                                         | N.D.      | N.D.      | Squadra Bianca   | West side story                                     |
| IX       | Federica          | Harry ti presento Sally                             | N.D.      | N.D.      | Tony             | In the mood                                         |
| VITTORIA | SQUADRA BIANCA    | SQUADRA BIANCA                                      | 52%       | 48%       | BAMBI            | BAMBI                                               |

### Puntata 3
La terza puntata del serale è stata trasmessa il 28 gennaio 2007 e ha visto la vittoria della squadra blu con il 54% dei voti e l'uscita di Salvatore Dello Iacolo.
Per questa puntata le singole sfide non sono sottoposte a televoto; il colore indica solamente il vantaggio di una squadra rispetto all'altra al termine della prova (laddove viene mostrato).
| PROVA    | SQUADRA BLU       | SQUADRA BLU                        | VANTAGGIO | VANTAGGIO | SQUADRA BIANCA  | SQUADRA BIANCA                     |
| -------- | ----------------- | ---------------------------------- | --------- | --------- | --------------- | ---------------------------------- |
| I        | Federico          | Comparata CANTO Left outside alone |           |           | Karima          | Comparata CANTO Left outside alone |
| II       | Jessica           | Comparata BALLO ???                |           |           | Tony            | Comparata BALLO ???                |
| III      | Giulia            | Let It be                          |           |           | Max             | Let it be                          |
| IV       | Cristo            | Comparata BALLO Moon river         |           |           | Agata           | Comparata BALLO Moon river         |
| V        | Federico e Giulia | Comparata CANTO Acqua e sale       | PAREGGIO  | PAREGGIO  | Karima e Manuel | Comparata CANTO Acqua e sale       |
| VI       | Squadra Blu       | Hair                               |           |           | Squadra Bianca  | Sister Act                         |
| VII      | Federico          | Comparata CANTO A chi mi dice      | N.D.      | N.D.      | Max             | Comparata CANTO A chi mi dice      |
| VIII     | Cristo            | Comparata BALLO Zorro              | N.D.      | N.D.      | Roberta         | Comparata BALLO Zorro              |
| VITTORIA | SQUADRA BLU       | SQUADRA BLU                        | 54%       | 46%       | SALVATORE       | SALVATORE                          |

### Puntata 4
La quarta puntata del serale è stata trasmessa il 4 febbraio 2007 e ha visto la vittoria della squadra blu con il 51% dei voti e l'uscita di Roberta Miolla.
Per questa puntata le singole sfide non sono sottoposte a televoto; il colore indica solamente il vantaggio di una squadra rispetto all'altra al termine della prova (laddove viene mostrato).
| PROVA    | SQUADRA BLU                | SQUADRA BLU                                  | VANTAGGIO | VANTAGGIO | SQUADRA BIANCA         | SQUADRA BIANCA                               |
| -------- | -------------------------- | -------------------------------------------- | --------- | --------- | ---------------------- | -------------------------------------------- |
| I        | Federico                   | Comparata CANTO Another one bites the dust   |           |           | Max                    | Comparata CANTO Another one bites the dust   |
| II       | Jessica                    | Comparata BALLO Tango                        |           |           | Tony                   | Comparata BALLO Tango                        |
| III      | Federica e Federico        | Comparata RECITAZIONE A piedi nudi nel parco |           |           | Karima e Manuel        | Comparata RECITAZIONE A piedi nudi nel parco |
| III      | Jessica e Cristo           | Comparata BALLO Prese                        |           |           | Tony e Roberta         | Comparata BALLO Prese                        |
| IV       | Jessica                    | Comparata BALLO Hotel California             |           |           | Agata                  | Comparata BALLO Hotel California             |
| V        | Federica                   | Intervista ad un'attrice                     |           |           | Manuel e Karima        | Endless love                                 |
| VI       | Cristo, Jessica e Federica | Comparata BALLO Stupid girl                  |           |           | Tony, Roberta e Karima | Comparata BALLO Stupid girl                  |
| VII      | Giulia                     | Comparata CANTO Lady Marmalade               |           |           | Karima                 | Comparata CANTO Lady Marmalade               |
| VIII     | Squadra Blu                | Cantando sotto la pioggia                    |           |           | Squadra Bianca         | Aggiungi un posto a tavola                   |
| IX       | Cristo                     | Comparata BALLO Take five                    | N.D.      | N.D.      | Agata                  | Comparata BALLO Take five                    |
| X        | Federico                   | Comparata CANTO Se io non avessi te          | N.D.      | N.D.      | Max                    | Comparata CANTO Se io non avessi te          |
| VITTORIA | SQUADRA BLU                | SQUADRA BLU                                  | 51%       | 49%       | ROBERTA                | ROBERTA                                      |

### Puntata 5
La quinta puntata del serale è stata trasmessa il 11 febbraio 2007 e ha visto la vittoria della squadra blu con il 51% dei voti e l'uscita di Manuel Aspidi.
Per questa puntata le singole sfide sono sottoposte a televoto; il colore indica solamente il vantaggio di una squadra rispetto all'altra al termine della prova (laddove viene mostrato).
| PROVA    | SQUADRA BLU       | SQUADRA BLU                           | VANTAGGIO | VANTAGGIO | SQUADRA BIANCA | SQUADRA BIANCA                        |
| -------- | ----------------- | ------------------------------------- | --------- | --------- | -------------- | ------------------------------------- |
| I        | Federico          | Comparata CANTO Do you think I'm sexy |           |           | Max            | Comparata CANTO Do you think I'm sexy |
| II       | Cristo            | Comparata BALLO Rock around the clock |           |           | Tony           | Comparata BALLO Rock around the clock |
| III      | Giulia            | Comparata CANTO Piccolo uomo          |           |           | Karima         | Comparata CANTO Piccolo uomo          |
| IV       | Cristo            | Comparata BALLO Suite per violoncello |           |           | Agata          | Comparata BALLO Suite per violoncello |
| V        | Federico e Giulia | Amarti è l'immenso per me             |           |           | Max e Karima   | Amarti è l'immenso per me             |
| VI       | Jessica           | Comparata BALLO La vie en rose        |           |           | Agata          | Comparata BALLO La vie en rose        |
| VII      | Giulia            | Comparata CANTO You're so vain        |           |           | Manuel         | Comparata CANTO You're so vain        |
| VIII     | Cristo            | Comparata BALLO Why                   |           |           | Tony           | Comparata BALLO Why                   |
| IX       | Federica          | Sette spose per sette fratelli        | N.D.      | N.D.      | Agata          | Billie Jean                           |
| VITTORIA | SQUADRA BLU       | SQUADRA BLU                           | 51%       | 49%       | MANUEL         | MANUEL                                |

### Puntata 6
La sesta puntata del serale è stata trasmessa il 18 febbraio 2007 e ha visto la vittoria della squadra bianca con il 53% dei voti e l'uscita di Federica Capuano.
Per questa puntata le singole sfide sono sottoposte a televoto; il colore indica solamente il vantaggio di una squadra rispetto all'altra al termine della prova (laddove viene mostrato).
| PROVA    | SQUADRA BLU       | SQUADRA BLU                                  | VANTAGGIO | VANTAGGIO | SQUADRA BIANCA | SQUADRA BIANCA                               |
| -------- | ----------------- | -------------------------------------------- | --------- | --------- | -------------- | -------------------------------------------- |
| I        | Giulia            | Comparata CANTO Just the way you are         |           |           | Karima         | Comparata CANTO Just the way you are         |
| II       | Cristo            | Comparata BALLO Tango in Harlem              |           |           | Tony           | Comparata BALLO Tango in Harlem              |
| III      | Federico          | Comparata CANTO No more tears                |           |           | Karima         | Comparata CANTO No more tears                |
| IV       | Jessica           | Comparata BALLO Virgin candel                |           |           | Agata          | Comparata BALLO Virgin candel                |
| V        | Federica          | Casa di bambola                              |           |           | Max            | Meravigliosa creatura                        |
| VI       | Jessica           | Comparata BALLO Satisfaction                 |           |           | Agata          | Comparata BALLO Satisfaction                 |
| VII      | Giulia            | Comparata CANTO Quanto tempo e ancora        |           |           | Karima         | Comparata CANTO Quanto tempo e ancora        |
| VIII     | Federica          | Quel mostro di suocera                       |           |           | Tony           | Send your love                               |
| IX       | Federico e Giulia | Comparata CANTO Questione di feeling         |           |           | Max e Karima   | Comparata CANTO Questione di feeling         |
| X        | Cristo            | Comparata BALLO La cavalcata delle valchirie | N.D.      | N.D.      | Tony           | Comparata BALLO La cavalcata delle valchirie |
| VITTORIA | SQUADRA BIANCA    | SQUADRA BIANCA                               | 53%       | 47%       | FEDERICA       | FEDERICA                                     |

### Puntata 7
La settima puntata del serale è stata trasmessa il 25 febbraio 2007 e ha visto nella prima sfida la vittoria della squadra bianca con il 51% dei voti e l'uscita di Jessica Villotta, mentre nella seconda sfida la vittoria della squadra blu con il 53% dei voti e l'uscita di Tony Aglianò.
Per questa puntata le singole sfide sono sottoposte a televoto; il colore indica solamente il vantaggio di una squadra rispetto all'altra al termine della prova (laddove viene mostrato).

#### Prima partita
| PROVA    | SQUADRA BLU              | SQUADRA BLU                       | VANTAGGIO | VANTAGGIO | SQUADRA BIANCA       | SQUADRA BIANCA                    |
| -------- | ------------------------ | --------------------------------- | --------- | --------- | -------------------- | --------------------------------- |
| I        | Giulia                   | Comparata CANTO Because the night |           |           | Karima               | Comparata CANTO Because the night |
| II       | Cristo                   | Comparata BALLO Smooth            |           |           | Agata                | Comparata BALLO Smooth            |
| III      | Federico e Giulia        | Comparata CANTO Brivido felino    |           |           | Max e Karima         | Comparata CANTO Brivido felino    |
| IV       | Cristo                   | Comparata BALLO Il tè nel deserto |           |           | Agata                | Comparata BALLO Il tè nel deserto |
| V        | Giulia                   | Comparata CANTO Il mare d'inverno |           |           | Karima               | Comparata CANTO Il mare d'inverno |
| VI       | Giulia, Jessica e Cristo | Comparata BALLO Mas que nada      | N.D.      | N.D.      | Karima, Tony e Agata | Comparata BALLO Mas que nada      |
| VITTORIA | SQUADRA BIANCA           | SQUADRA BIANCA                    | 51%       | 49%       | JESSICA              | JESSICA                           |

#### Seconda partita
| PROVA    | SQUADRA BLU | SQUADRA BLU                            | VANTAGGIO | VANTAGGIO | SQUADRA BIANCA | SQUADRA BIANCA                         |
| -------- | ----------- | -------------------------------------- | --------- | --------- | -------------- | -------------------------------------- |
| I        | Federico    | Comparata CANTO Diamante               |           |           | Max            | Comparata CANTO Diamante               |
| II       | Cristo      | Comparata BALLO Candyman               |           |           | Tony           | Comparata BALLO Candyman               |
| III      | Federico    | Comparata CANTO Through the barricades |           |           | Max            | Comparata CANTO Through the barricades |
| IV       | Cristo      | Comparata BALLO Ti scatterò una foto   | N.D.      | N.D.      | Tony           | Comparata BALLO Ti scatterò una foto   |
| VITTORIA | SQUADRA BLU | SQUADRA BLU                            | 53%       | 47%       | TONY           | TONY                                   |

### Semifinale
La semifinale è stata trasmessa il 4 marzo 2007 e ha visto la vittoria della squadra bianca con il 51% dei voti e l'uscita di Giulia Franceschini.
Per questa puntata le singole sfide sono sottoposte a televoto; il colore indica solamente il vantaggio di una squadra rispetto all'altra al termine della prova (laddove viene mostrato).
| PROVA    | SQUADRA BLU       | SQUADRA BLU                                    | VANTAGGIO | VANTAGGIO | SQUADRA BIANCA | SQUADRA BIANCA                                 |
| -------- | ----------------- | ---------------------------------------------- | --------- | --------- | -------------- | ---------------------------------------------- |
| I        | Giulia            | Comparata CANTO Thank you                      |           |           | Karima         | Comparata CANTO Thank you                      |
| II       | Cristo            | Comparata BALLO Gli ostacoli del cuore         |           |           | Agata          | Comparata BALLO Gli ostacoli del cuore         |
| III      | Federico          | Comparata CANTO Io canto                       |           |           | Karima         | Comparata CANTO Io canto                       |
| VI       | Cristo            | Comparata BALLO Canção do mar                  |           |           | Agata          | Comparata BALLO Canção do mar                  |
| V        | Federico e Giulia | Comparata CANTO You're the sunshine of my life |           |           | Max e Karima   | Comparata CANTO You're the sunshine of my life |
| IV       | Cristo            | Comparata BALLO Sorry                          |           |           | Agata e Karima | Comparata BALLO Sorry                          |
| VII      | Federico          | Comparata CANTO Save the last dance for me     |           |           | Max            | Comparata CANTO Save the last dance for me     |
| VIII     | Squadra Blu       | Hallo dolly                                    |           |           | Squadra Bianca | Gli uomini preferiscono le bionde              |
| IX       | Giulia            | Comparata CANTO Storie                         |           |           | Karima         | Comparata CANTO Storie                         |
| X        | Federico          | Comparata BALLO Mission                        | N.D.      | N.D.      | Agata          | Comparata BALLO Mission                        |
| VITTORIA | SQUADRA BIANCA    | SQUADRA BIANCA                                 | 51%       | 49%       | GIULIA         | GIULIA                                         |

### Finale
La finale è stata trasmessa il giorno 11 marzo 2007 ed ha visto vincitore di questa edizione Federico Angelucci. Nel tabellone vengono indicate le singole sfide disputate nel corso della puntata finale. Laddove le singole sfide sono contrassegnate da un colore, si indica chi in quel momento è in vantaggio nel televoto. I colori rispecchiano le divise indossate da ogni singolo componente nella puntata finale.
Legenda
      Vantaggio di Agata

     Vantaggio di Cristo

     Vantaggio di Federico 

     Vantaggio di Karima

     Vantaggio di Max

     Parità

#### Prima sfida
| PROVA    | MAX                           | FEDERICO                      | VANTAGGIO |
| -------- | ----------------------------- | ----------------------------- | --------- |
| I        | Comparata CANTO Moondance     | Comparata CANTO Moondance     | Federico  |
| III      | Comparata BALLO Le freak      | Comparata BALLO Le freak      | Parità    |
| III      | Comparata CANTO Imagine       | Comparata CANTO Imagine       | Federico  |
| IV       | Comparata BALLO Candyman      | Comparata BALLO Candyman      | N.D.      |
| V        | Comparata CANTO Beautiful day | Comparata CANTO Beautiful day | N.D.      |
| QUINTO   | MAX 44%                       | MAX 44%                       |           |
| VITTORIA | FEDERICO 56%                  | FEDERICO 56%                  |           |

#### Seconda sfida
| PROVA    | FEDERICO                     | CRISTO                       | VANTAGGIO |
| -------- | ---------------------------- | ---------------------------- | --------- |
| I        | You're in my heart           | Sere nere                    | Federico  |
| II       | Sabato pomeriggio            | Toccata e fuga               | Cristo    |
| III      | Almeno tu nell'universo      | Passo a 2                    | Parità    |
| IV       | Comparata BALLO Malo         | Comparata BALLO Malo         | N.D.      |
| V        | Comparata CANTO Io vagabondo | Comparata CANTO Io vagabondo | N.D.      |
| QUARTO   | CRISTO 40%                   | CRISTO 40%                   |           |
| VITTORIA | FEDERICO 60%                 | FEDERICO 60%                 |           |

#### Terza sfida
| PROVA    | FEDERICO                    | KARIMA                       | VANTAGGIO |
| -------- | --------------------------- | ---------------------------- | --------- |
| I        | Perdere l'amore             | Georgia on my mind           | Karima    |
| II       | Comparata BALLO Rancangan   | Comparata BALLO Rancangan    | Karima    |
| III      | Angel                       | Don't you worry bout a thing | Karima    |
| IV       | Comparata BALLO Que hiciste | Comparata BALLO Que hiciste  | N.D.      |
| V        | Always                      | Run to you                   | N.D.      |
| VI       | Ed ero contentissimo        | Private dancer               | N.D.      |
| TERZA    | KARIMA 46%                  | KARIMA 46%                   |           |
| VITTORIA | FEDERICO 54%                | FEDERICO 54%                 |           |

#### Finalissima
| PROVA     | FEDERICO                                         | AGATA                                            | VANTAGGIO |
| --------- | ------------------------------------------------ | ------------------------------------------------ | --------- |
| I         | Think                                            | Listen                                           | Parità    |
| II        | Crazy                                            | Smooth                                           | Agata     |
| III       | Comparata BALLO - Improvvisazione Daniel Ezralow | Comparata BALLO - Improvvisazione Daniel Ezralow | Parità    |
| IV        | Comparata CANTO Se tu non torni                  | Comparata CANTO Se tu non torni                  | N.D.      |
| V         | New York, New York                               | Mission                                          | N.D.      |
| SECONDA   | AGATA 49%                                        | AGATA 49%                                        |           |
| VINCITORE | FEDERICO 51%                                     | FEDERICO 51%                                     |           |

## Tabellone della classifica di gradimento
Nel tabellone sono indicate le posizioni dei singoli concorrenti nella classifica di gradimento settimanale.
Legenda:

N/A: Dato non disponibile
     Salvabile dalla classifica
     Ultimo in classifica
     Eliminato/a 
|                          | 14/01     | 21/01     | 28/01     | 04/02    | 11/02    | 18/02    | 25/02    | 04/03    | 11/03    |
| N° Concorrenti salvabili | 6         | 6         | 5         | 5        | 5        | 4        | 3        | 1        | FINALE   |
| ------------------------ | --------- | --------- | --------- | -------- | -------- | -------- | -------- | -------- | -------- |
| 1°                       | Federico  | Federico  | Agata     | Federico | Federico | Karima   | Federico | Federico | Federico |
| 2°                       | Agata     | Agata     | Federico  | Max      | Max      | Agata    | Max      | Karima   | Agata    |
| 3°                       | Karima    | Jessica   | Jessica   | Agata    | Agata    | Max      | Agata    | Agata    | Karima   |
| 4°                       | Jessica   | Tony      | Max       | Jessica  | Karima   | Federico | Karima   | Max      | Cristo   |
| 5°                       | Max       | Max       | Tony      | Tony     | Tony     | Cristo   | Cristo   | Cristo   | Max      |
| 6°                       | Tony      | Karima    | Federica  | Karima   | Jessica  | Jessica  | Jessica  | Giulia   |          |
| 7°                       | Manuel    | Cristo    | Karima    | Cristo   | Manuel   | Tony     | Giulia   |          |          |
| 8°                       | Santo     | Federica  | Roberta   | Manuel   | Federica | Giulia   | Tony     |          |          |
| 9°                       | Cristo    | Roberta   | Manuel    | Giulia   | Giulia   | Federica |          |          |          |
| 10°                      | Roberta   | Manuel    | Cristo    | Federica | Cristo   |          |          |          |          |
| 11°                      | Giulia    | Bambi     | Giulia    | Roberta  |          |          |          |          |          |
| 12°                      | Federica  | Giulia    | Salvatore |          |          |          |          |          |          |
| 13°                      | Salvatore | Salvatore |           |          |          |          |          |          |          |
| 14°                      | Bambi     |           |           |          |          |          |          |          |          |

## Commissione della Critica
Nell'ultima puntata è presente una commissione di giornalisti per assegnare tra i finalisti il premio della critica. La commissione è composta da:
| Paolo Scotti        | Il Giornale         |
| Marida Caterini     | Il Tempo            |
| Antonella Nesi      | Adn                 |
| Valeria Braghieri   | Libero              |
| Alessandra Magliaro | Ansa                |
| Marco Mangiarotti   | Il Giorno           |
| Marco Molendini     | Il Messaggero       |
| Luca Dondoni        | La Stampa           |
| Maria Volpe         | Corriere della Sera |

## Ascolti
| Puntata    | Messa in onda    | Telespettatori | Share  |
| ---------- | ---------------- | -------------- | ------ |
| 1          | 14 gennaio 2007  | 4 588 000      | 23,76% |
| 2          | 21 gennaio 2007  | 4 420 000      | 23,55% |
| 3          | 28 gennaio 2007  | 4 857 000      | 25,36% |
| 4          | 4 febbraio 2007  | 5 344 000      | 28,40% |
| 5          | 11 febbraio 2007 | 5 336 000      | 27,60% |
| 6          | 18 febbraio 2007 | 5 533 000      | 28,45% |
| 7          | 25 febbraio 2007 | 5 784 000      | 29,13% |
| Semifinale | 4 marzo 2007     | 5 595 000      | 29,42% |
| Finale     | 11 marzo 2007    | 6 684 000      | 37,94% |
| Media      | Media            | 5 349 000      | 28,18% |